# Приватизація землі в Україні
Приватизація землі — передача приватним особам у приватну власність земельних ділянок з державної або комунальної власності.
Відповідно до Основного Закону України земля є основним національним багатством. Від імені Українського народу права власника здійснюють органи державної влади та органи місцевого самоврядування.
Згідно із Земельним кодексом України набуття права на землю громадянами та юридичними особами здійснюється шляхом передачі земельних ділянок у власність або надання їх у користування.
Безоплатна передача земельних ділянок у власність громадян провадиться, серед іншого, у разі одержання земельних ділянок із земель державної та комунальної власності в межах норм безоплатної приватизації. А норми безоплатної приватизації за ЗК такі: для ведення фермерського господарства — в розмірі земельної частки (паю); для ведення особистого селянського господарства — не більше, ніж 2 га; для ведення садівництва — до 0,12 га; для будівництва й обслуговування житлового будинку, господарських будівель і споруд (присадибної ділянки) у селах — не більше 0,25 га, в селищах — не більше 0,15 га, в містах — не більше 0,10 га; для індивідуального дачного будівництва — не більше 0,1 га.
Володіючи правом на безоплатну приватизацію та озброївшись Конституцією і Земельним кодексом, спробуємо звернутися до відповідних органів «по землю».

## Безкоштовна передача
Отримати безоплатно у власність земельну ділянку можна декількома способами, які ми розглянемо в цій статті. Найпростіший із них — звернення до відповідних органів із заявою про надання земельної ділянки. Відповідно до ЗК громадянин, громадяни, зацікавлені в одержанні безоплатно у власність земельної ділянки із земель державної або комунальної власності для ведення фермерського господарства, особистого селянського господарства, ведення садівництва, будівництва й обслуговування житлового будинку, господарських будівель і споруд (присадибної ділянки), індивідуального дачного будівництва, будівництва індивідуальних гаражів у межах норм безоплатної приватизації, подають заяву до відповідної районної, Київської чи Севастопольської міської державної адміністрації або сільської, селищної, міської ради за місцем знаходження земельної ділянки. У заяві зазначаються бажані розміри та мета її використання.
Отже, для написання заяви, ми перш за все повинні знати, де знаходиться земельна ділянка державної або комунальної форм власності із земель запасу, яка нікому, крім держави, не належить і теоретично може бути передана будь-якому громадянину України. У заяві необхідно вказати її місце розташування. Пояснювати, чому ми хочемо приватизувати саме цю ділянку немає потреби. Але іноді ні.
Практика показує, що такі ділянки є навіть у Києві. Більше того, у Києві працюють спеціалізовані фірми, які мають зв'язки в органах земельних ресурсів і займаються саме виявленням таких ділянок і «безоплатною» їх приватизацією. Вартість такої приватизації є дещо нижчою за ринкову вартість земельної ділянки.
Але все ж таки уявімо, що ви вирішили скористатися правом саме безоплатної приватизації і маєте інформацію щодо «нічийної» ділянки. Інформацію ви могли би отримати, скажімо, від знайомих, про те, що в їхньому кооперативі (приватному секторі) помер господар землі і ділянка відійшла державі, чи просто існує не приватизований «клапоть» землі.
За підтвердженням такої інформації необхідно звернутися у кадастровий відділ органу земельних ресурсів для отримання кадастрового плану. Для фізичних осіб це буде коштувати 35 грн державного мита. У випадку, якщо обрана земельна ділянка комусь належить, в кадастровому плані буде стояти прізвище власника. В іншому разі вказується, що ділянка є «землями міста» абощо. Якщо з земельною ділянкою ви вгадали, то можна сміливо подавати заяву, додавши до неї кадастровий план та інші необхідні документи.
У місячний термін адміністрація розглядає клопотання і приймає рішення про надання дозволу на розробку проекту відведення ділянки або відмовляє заявнику.
Як показує практика, адміністрація відмовляє наївним «мисливцям за земельними ділянками» з різних підстав. Із відповідей Київської міської державної адміністрації найрозповсюдженішими підставами відмови є надання не всіх необхідних документів (які саме документи відсутні не вказується), і те, що Генеральним планом міста не передбачено виділення нових ділянок.
У разі відмови органу виконавчої влади чи органу місцевого самоврядування у передачі земельної ділянки у власність або залишення заяви без розгляду, питання вирішується в судовому порядку.
Отже, якщо було подано всі необхідні документи, є досить непогані шанси оскаржити відмову в суді та зобов'язати відповідну адміністрацію надати рішення.
Однак немає ніякої гарантії, що за цей час обрана ділянка не стане чиєюсь власністю.

## Приватизація землі на підставі добросовісного використання
Відповідно до ЗК громадяни, які добросовісно, відкрито та безперервно користуються земельною ділянкою протягом 15 років, але не мають документів, які би свідчили про наявність у них прав на цю земельну ділянку, можуть звернутися до органу державної влади чи органу місцевого самоврядування з клопотанням про передачу її у власність або надання у користування. Розмір цієї земельної ділянки встановлюється у межах норм, визначених ЗК.
У даному випадку процедура звернення подібна, за винятком того, що необхідно довести користування земельною ділянкою протягом 15 років.
Якщо безхазяйна земельна ділянка розташована по сусідству з вашою, буде неважко довести, що ви безперервно та добросовісно з року в рік саджали на ній картоплю, вивозили сміття та наглядали за садом і знайти свідків, які би підтвердили ваші слова.
Важче буде підтвердити ваші «відносини» із земельною ділянкою, якщо ви її вперше бачите, але за наявності винахідливості та фантазії й це можливо.
Якщо адміністрація вам не повірить, користування земельною ділянкою протягом 15 років доведеться доводити в судовому порядку. У цьому випадку результат буде залежати від достовірності та переконливості наданих доказів користування.

## Узаконення самовільно зайнятої ділянки
Для здійснення будівництва необхідно отримати низку погоджень компетентних органів. Слід відзначити, що здійснювати самовільне будівництво без отримання відповідних документів і погоджень категорично забороняється.
Відповідно до Цивільного кодексу України житловий будинок, будівля, споруда, інше нерухоме майно вважаються самочинним будівництвом, якщо вони збудовані або будуються на земельній ділянці, що не була відведена для цієї мети, або без належного дозволу чи належно затвердженого проекту, або з істотними порушеннями будівельних норм і правил. Особа, яка здійснила чи здійснює самочинне будівництво нерухомого майна, не набуває права власності на нього.
Але в той же час кодексом встановлено, що право власності на самочинно збудоване нерухоме майно може бути за рішенням суду визнане за особою, яка здійснила самочинне будівництво на земельній ділянці, що не була їй відведена для цієї мети, за умови надання земельної ділянки у встановленому порядку особі під уже збудоване нерухоме майно.
Отже, умовою визнання власності у такій спосіб є рішення суду. Для того, щоб суд мав можливість ухвалити рішення на вашу користь, при самочинному будівництві на «нічийній» ділянці слід здійснювати будівництво не відхиляючись від встановлених будівельних норм і врахувати багато нюансів. Наприклад, правовий режим цієї категорії земель повинен передбачати передачу ділянки під будівництво збудованого об'єкта.
В іншому випадку суд може постановити рішення про знесення незаконно збудованого об'єкта. Таким же способом суд вирішує спір, якщо самочинне будівництво призвело до порушення прав інших осіб.
Виходячи з викладеного, узаконення самовільного будівництва є реальним способом отримання земельної ділянки під ним, але тільки через суд і за умови дотримання будівельних та інших норм. Очевидно, цей спосіб є досить ризикованим. Проте враховуючи, що узаконення об'єкту через суд можливе навіть на початковій стадії його будівництва, ризик можна звести до мінімуму.
Насамкінець підсумуємо, що безоплатна приватизація земель у Києві можлива, але не безкоштовна. Для реалізації свого права необхідно мати неабияку винахідливість, знання у сфері земельного законодавства та справжню любов до рідної землі.